# Keiko (Orca)

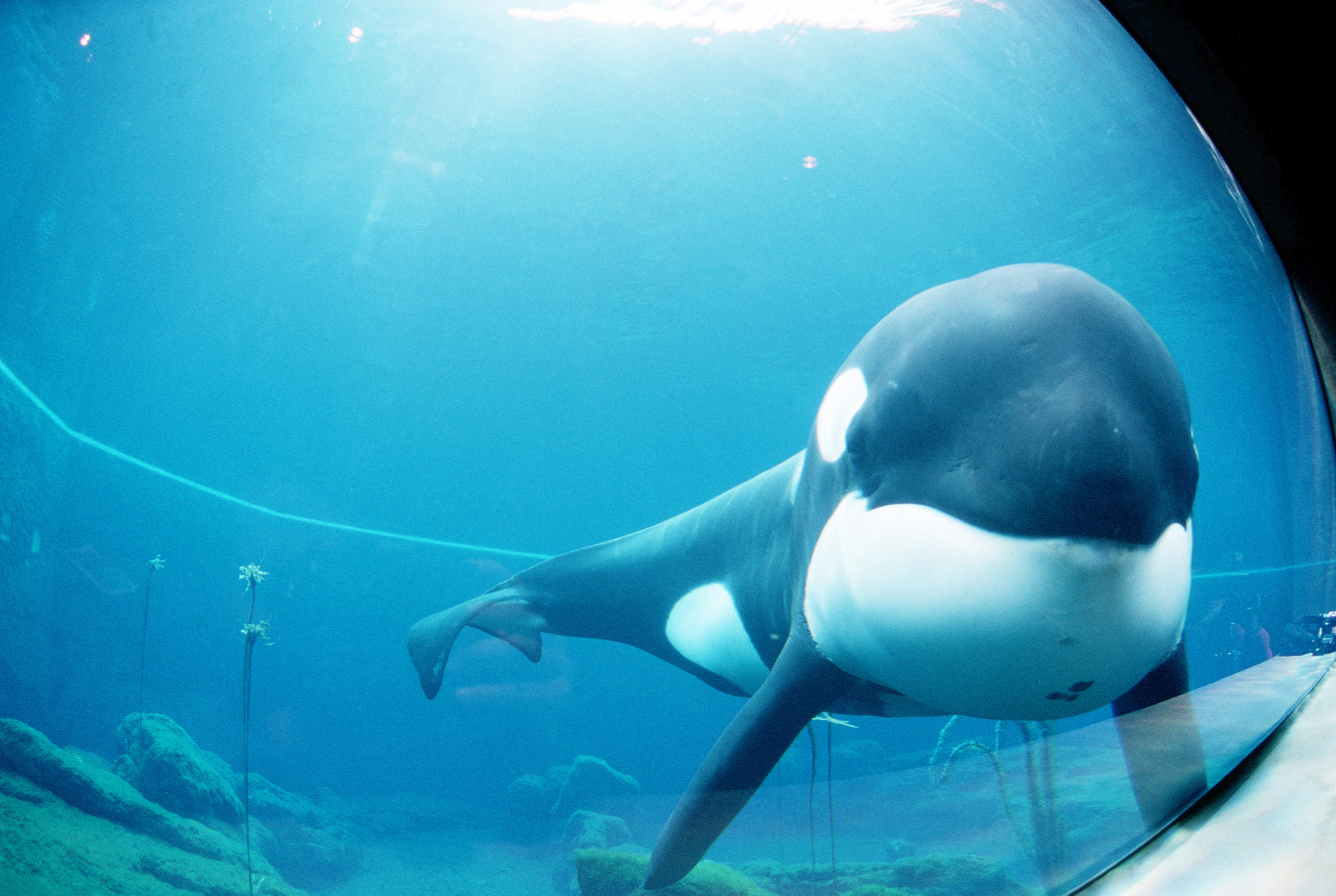
Orca Keiko

Keiko (* 1976/77 bei Island; † 12. Dezember 2003 im norwegischen Skålvikfjord) war ein Orca-Männchen, das als Titelheld im Spielfilm Free Willy – Ruf der Freiheit von 1993 und in den zwei Fortsetzungen Free Willy 2 – Freiheit in Gefahr (1995) und Free Willy 3 – Die Rettung (1997) fungierte. Der hohe Bekanntheitsgrad des ersten Teils, in dem sich der Orca Willy mit einem Sprung ins Meer aus der Gefangenschaft befreit, führte zu Keikos Auswilderung und schlussendlicher Aussetzung im Jahr 2002. In der Wildnis starb er nach eineinhalb Jahren.

## Leben

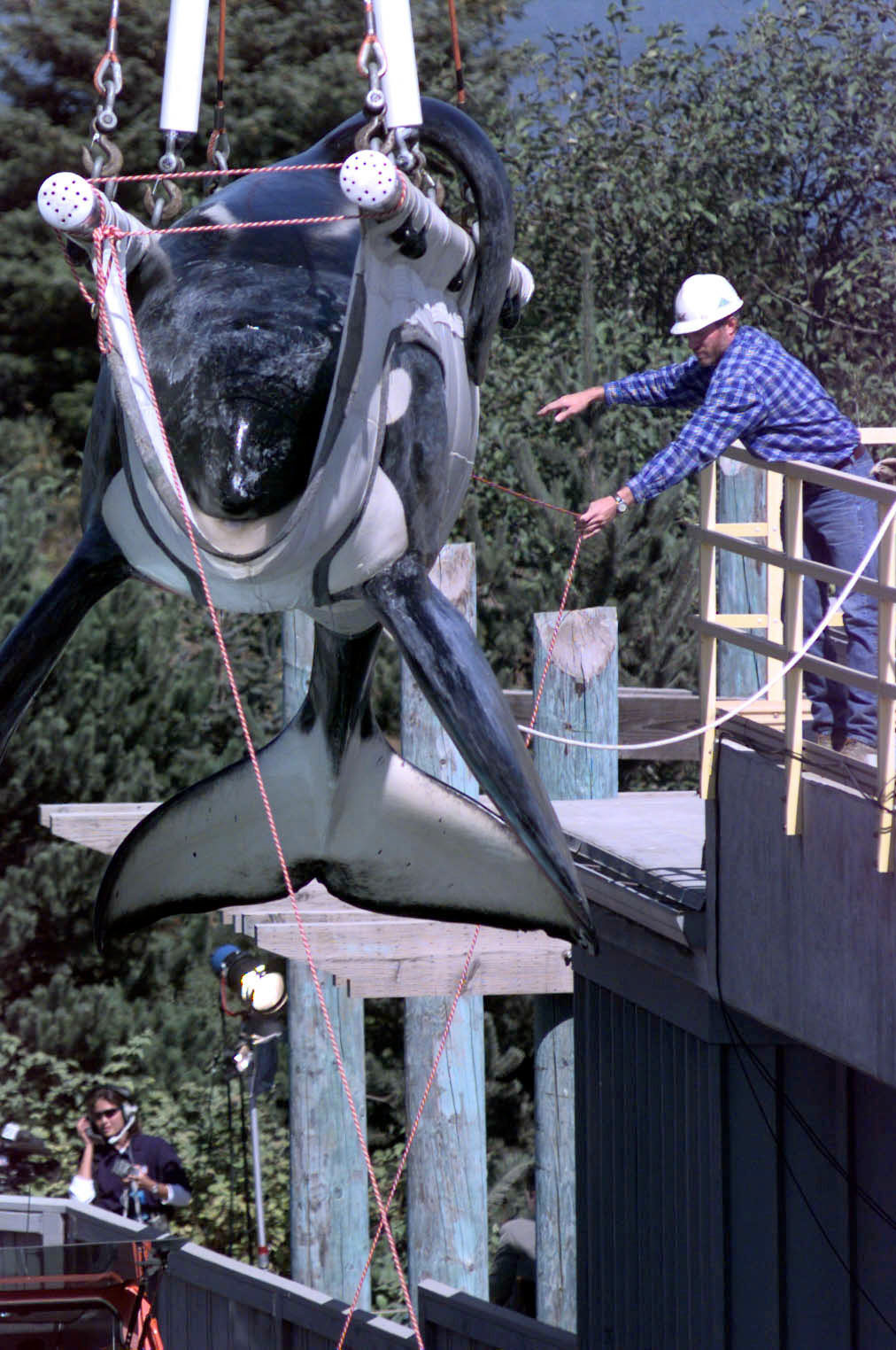
Keiko wird vor seinem Transport nach Island gewogen

1979, als Keiko ungefähr zwei Jahre alt war, wurde er nahe Reyðarfjörður vor Island gefangen und in das Aquarium in Hafnarfjörður gebracht. Er wurde zunächst Siggi genannt und später in Kago umbenannt.
1982 wurde er unter dem Namen Kago nach Marineland in Ontario, Kanada gebracht. Dort wurde er von den älteren Schwertwalen bedrängt. Er sollte für Shows trainiert werden, war aber so gestresst, dass er nur eine kurze Aufmerksamkeitsspanne hatte. Deshalb wurde er von den anderen Schwertwalen getrennt und in ein kleines Becken in einer Lagerhalle gebracht. Dort gab es weder frische Luft noch Sonnenlicht und er entwickelte eine von Viren verursachte Hautkrankheit, die ein Zeichen für einen schlechten Gesundheitszustand ist.
1985 wurde er an den Vergnügungspark Reino Aventura in Mexiko-Stadt verkauft. In Reino Aventura bekam er den verbreiteten japanischen Frauennamen „Keiko“.
Zu Beginn dieser Zeit war er nur 3 m lang und wurde in einem Becken für Delfine gehalten.
Trotz allem wuchs er schnell, war die Hauptattraktion des Parks und trat an bis zu fünf Shows am Tag auf. Er galt als liebenswürdig und soll einmal ein Kind, das in sein Becken gefallen war, vor dem Ertrinken gerettet haben. Um 1991 wurde Keiko zu groß für sein kleines Becken und es wurde befürchtet, dass er sterben würde, wenn es nicht gelänge, ihn in eine angemessene Anlage umzuquartieren. Sein Besitzer suchte nach einem neuen Platz. Obwohl er gut ausgebildet war, wollte SeaWorld ihn nicht aufnehmen, weil befürchtet wurde, dass sein Hautleiden ansteckend sei.

## Free Willy
Für den Film Free Willy von 1993 wurden ein Drehort und ein Schwertwal als Hauptdarsteller gesucht. In den USA gab es nur bei SeaWorld und dem Miami Seaquarium Orcas. Angesichts der Botschaft des Films waren sie jedoch nicht bereit die Dreharbeiten zu unterstützen. Der Freizeitpark Reino Aventura in Mexiko war dagegen zur Mitarbeit bereit und bot mit Keiko einen geeigneten Darsteller. Der Film war sehr erfolgreich. In der Folge protestierten zahlreiche Zuschauer gegen die fortdauernde Gefangenschaft von Keiko.
Die Free Willy Keiko Foundation wurde gegründet und mit Hilfe von Spendengeldern gelang es ihr, Keiko zu kaufen und seine Auswilderung im Meer vorzubereiten. Zu diesem Zeitpunkt war Keikos Gesundheitszustand aufgrund der schlechten Lebensbedingungen (zu warmes, gechlortes Wasser) höchst bedenklich. Er wog nur knapp 3,5 t und konnte seinen Atem nicht länger als 3 Minuten anhalten.
Im Januar 1996 wurde er ins Oregon Coast Aquarium in Newport geflogen, wo für ihn ein neues Becken gebaut worden war. Er wurde aufgepäppelt, kurierte seine Hautkrankheit aus und nahm an Gewicht zu und wog schließlich über 4,3 t. Auch dort wurde er zu einer Touristenattraktion.

## Auswilderung

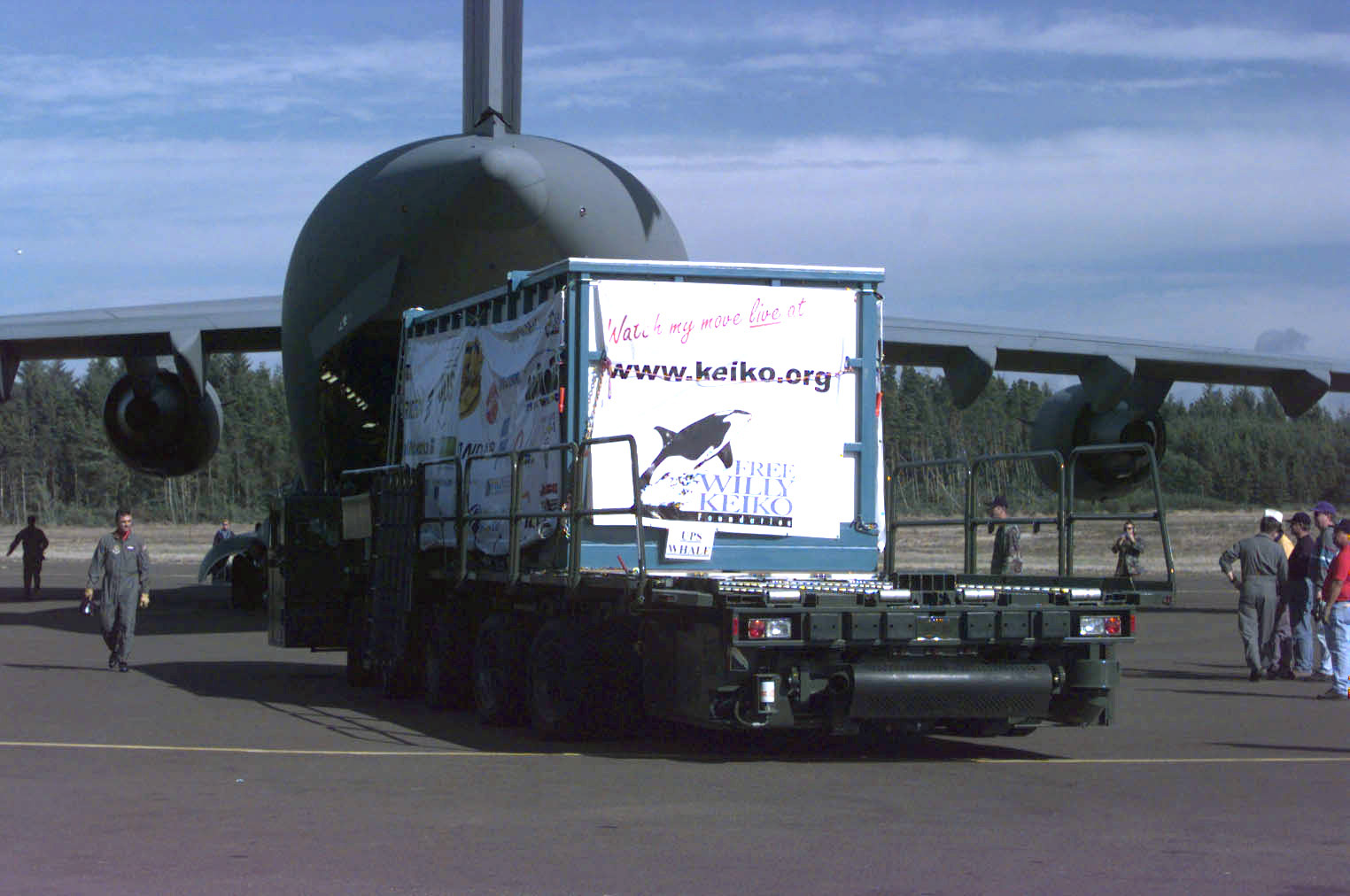
Keiko wird im September 1998 zum Transport nach Island in eine Boeing C-17 der US Air Force verladen

1998 wurde er dann, durch Spendengelder finanziert, von der US Air Force zur isländischen Insel Heimaey, die zu den Westmännerinseln gehört, geflogen und in der geschützt liegenden Klettsvik-Bucht ausgesetzt. In der mit einem Netz abgetrennten Bucht sollte er sich wieder an seinen natürlichen Lebensraum gewöhnen, beispielsweise an Geräusche, Wellen, Ebbe und Flut und die Jagd auf Fische.
Er wurde auf die Auswilderung ins offene Meer vorbereitet, aber dem menschenbezogenen Wal fiel es schwer, sich anzupassen. Er benötigte weiterhin eine intensive und kostspielige Betreuung. Ab 2000 machte ihn seine Trainer-Crew mit wilden Schwertwalen bekannt, indem sie eine geeignete Gruppe mit einem Boot besuchte und Keiko hinter dem Boot her schwamm. Keiko war anfangs sehr schüchtern gegenüber den wilden Walen, dann etwas neugieriger, kehrte aber immer wieder mit dem Boot zurück. Die Free Willy Keiko Foundation wandte 20 Millionen Dollar (rund 16,3 Millionen Euro) für die Auswilderung Keikos auf.
Am 7. Juli 2002 schloss sich Keiko dann einer Walgruppe an und schwamm mit ihr im Atlantik zu den Färöer-Inseln. Am 2. September schloss er sich einem Fischerboot an und folgte ihm bis in den Skålvikfjord, einem Arm des Vinjefjord, in der Nähe von
Halsa in Norwegen. Zu diesem Zeitpunkt war er in normaler Verfassung.
Unter den ortsansässigen Fischern gab es Unmut, weil er die Lachszuchten in Unordnung brachte. Keiko war weiterhin sehr menschenbezogen, ließ sich von Touristen füttern, anfassen, spielte mit Schwimmern und näherte sich Schiffen und deren Schiffsschrauben. Aus Gründen der Sicherheit wurde es verboten, ihn zu füttern oder sich ihm mehr als 25 m zu nähern. Seine Betreuer übernahmen wieder die Fütterung, weil er nicht jagte, und nahmen ihn drei Mal wöchentlich auf einem Bootsausflug mit, um ihn in Form zu halten. Weil die Verbindung des Skålvikfjord zum Meer im Winter zufriert, wurde Keiko in die nahe gelegene Taknesbucht am Vinjefjord gelockt, wo er zu einer Touristenattraktion wurde.

## Tod
Nach ungefähr einem Jahr bekam Keiko eine Lungenentzündung, die bei älteren Schwertwalbullen in freier Natur nicht ungewöhnlich ist, verweigerte die Nahrungsaufnahme, wurde apathisch und konnte auch mit einer Antibiotikatherapie nicht gerettet werden.
Am 12. Dezember 2003 erlag Keiko 27-jährig an der Küste in der Nähe von Halsa seinem Leiden.
Schwertwal-Bullen haben in freier Wildnis haben eine Lebenserwartung von etwa 80 Jahren. In Gefangenschaft leben sie jedoch nur etwa 20 bis 30 Jahre.
Keiko wurde nahe der Küste der Taknesbucht begraben. In Halsa wurde zudem eine Gedenkstätte eingerichtet. Eine Präparation wurde zwar diskutiert, dann aber doch nicht durchgeführt. Das Oregon Coast Aquarium hielt am 20. Februar 2004 für Keiko einen Gedenkgottesdienst ab.

## Kritik
Umweltschützer kritisierten die Auswilderung von Anfang an. Sie argumentierten, der Aufwand, der zur Auswilderung eines einzigen und dafür auch relativ ungeeigneten Wals betrieben wurde, sei weit übertrieben und würde notwendige Geldmittel von anderen, wichtigeren Projekten abziehen. Die Aktion diene mehr der Unterhaltung und der Befriedigung menschlicher Bedürfnisse als dem Umwelt- oder Tierschutz.
Der Walfänger Steinar Bastesen argumentierte 1998 auf polemische Art, dass es mehr als genug Orcas gäbe, und daher Keiko besser als Hungerhilfe für Kinder im Sudan geschlachtet werden solle.